# زرع الرأس
عملية زَرْعِ الرَّأْسِ أو زِراعةِ الرَّأسِ (بالإنجليزية: Head transplant) هي عملية جراحية تتضمن نقل رأس كائن حي إلى جسد آخر. وقد أُجريت عمليات زراعة الرأس على الكلاب والقرود والفئران من قِبَل الجراحين، على الرغم من عدم قدرة الحيوانات على التحرك وموتها بعد ذلك بوقت قصير. وفي الوقت الراهن، هناك خطط لإجراء أول عملية لزرع رأس الإنسان.

## التاريخ

### الكلاب

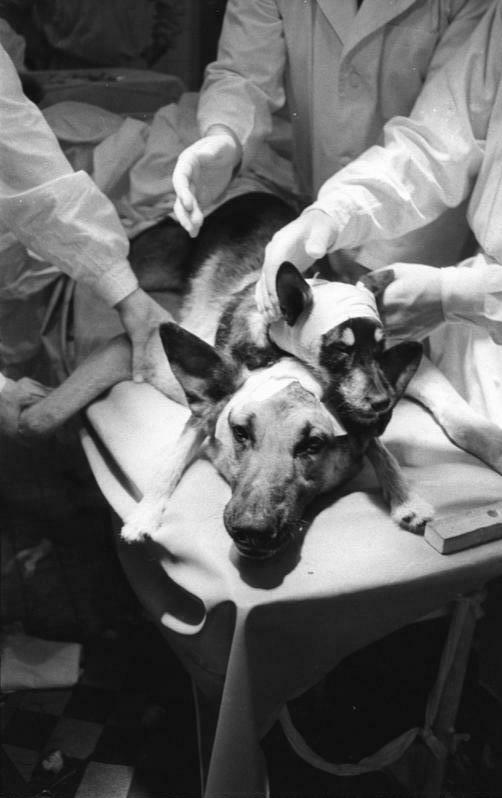
زرع رأس كلب في جمهورية ألمانيا الديمقراطية من قبل فلاديمير ديميكوف في 13 يناير 1959

نجح تشارلز كلود غوثري في تطعيم رأس كلب إلى جانب عنق آخر يوم 21 مايو 1908.
طوَّر سيرجي بروخونينكو جهاز يُسمَّى أوتوجيكتور، وهي آلة بدائية للقلب والرئة. أجرى بروخونينكو العديد من الدراسات على الكلاب بالأوتوجيكتور، بما في ذلك تجربة شهيرة قام فيها بإرفاق الجهاز لرأس مقطوع من كلب، تُعدّ من التجارب الوثائقية في إحياء الكائنات الحية عام 1940. بقي الرأس في حالة شبه واعية واستجاب لمؤثرات بسيطة مثل صوت مطرقة أو وضع قطرات العين. توفر هذه التجربة مثالًا محتملا لكيفية الحفاظ على رأس المتبرع حيًا لحين إعداد جسم المُستلم. ورغم أنه لم تُجرَ أيُّ تجارب أخرى من هذا النوع، طوَّر بروخونينكو أوتوجيكتور آخر للاستخدام على البشر في نفس العام، مع آلات حديثة لأكسجة الأغشية خارج الجسم تحمل العديد من التشابه مع الأوتوجكتور.
قام فلاديمير ديميخوف بتجربة زرع رأس كلب في الاتحاد السوفييتي في الخمسينات. مات كل ما يخص زرعه بسبب ردود الفعل المناعية.
في عام 1959، ادَّعت الصين أنها نجحت في زرع رأس كلب إلى جثة آخر مرتين.
كان عمل الدكتور فلاديمير ديموكوف، من بين آخرين، مؤثرًا بعمق في المستقبل العلمي لزرع الأعضاء، كما كان رائدًا لعديد من أشكال الزرع المختلفة في أربعينات وخمسينات القرن العشرين، بما في ذلك استخدام مثبطات المناعة. كان عمله معروفًا جيدًا من قِبل علماء آخرين وخلال الخمسينات والستينات، أُجريت العديد من عمليات زرع القلب على الكلاب في الولايات المتحدة بواسطة الدكتور نورمان شومواي من جامعة ستانفورد والدكتور ريتشارد لاور من كلية الطب في ولاية فرجينيا. وقام كريستيان برنارد بأول عملية زرع قلب لإنسان في جنوب أفريقيا، في عام 1967؛ لكن ولعدم توافر العوامل الكيميائية لاستخدام مثبطات المناعة، توفى كل المرضى الذين خضعوا لعمليات الزرع.

### القرود
في 14 مارس 1970، قام مجموعة من العلماء من كلية الطب بجامعة كيس ويسترن ريزيرف في كليفلاند بولاية أوهايو بقيادة روبرت وايت، وهو طبيب أعصاب وأستاذ جراحة عصبية استلهم أعمال فلاديمير ديميخوف، بعملية مثيرة للجدل للغاية لزرع رأس قرد على جسم آخر. وكان هذا الإجراء ناجحًا إلى حدٍ ما، إذ كان القرد قادرًا على الشم والتذوق، والسماع، والرؤية. شملت العملية كي الشرايين والأوردة بعناية بينما كان يجري قطع الرأس لمنع نقص حجم الدم. ولأن الأعصاب تُرِكت سليمة تمامًا، بقى الدماغ على قيد الحياة كيميائيًا نتيجة ربطه بإمدادات الدم. نجا الحيوان لبعض الوقت بعد العملية، حتى أنه حاول عضّ بعض الجراحين. وفي عام 2001، كرر دكتور وايت العملية على قرد بنجاح.
كتب د.وايت في وقتٍ لاحق:

### الفئران
وفي عام 2002، أُجريت أيضًا عمليات زرع رأس أخرى في اليابان على الفئران. وعلى عكس عمليات زرع الرأس التي قام بها الدكتور وايت، شملت عمليات زرع الرأس هذه تطعيم رأس فأر على جسم فأر آخر أُبقِيَ رأسه. وهكذا، أصبح للفأر رأسان. وقال العلماء أن مفتاح عمليات زراعة الرأس الناجحة هو استخدام درجات حرارة منخفضة.
وقد تأكدت قدرة العوامل مثل غليكول بولي إيثيلين على إعادة ربط النخاع الشوكي المنقول في دراسة ألمانية عام 2014: إذ تعافت حركة الفئران المصابة بشلل نصفي خلال شهر واحد.

## مشروع زراعة الرأس البشري
في عام 2015، قال جراح الأعصاب الإيطالي سيرجيو كانافيرو أن الإجراء قد يكون ممكنًا - مع التكنولوجيا المحسنة وقدرة الحفاظ على الإمداد الدموي للأنسجة العصبية بشكل أكثر دقة - قبل نهاية عام 2017، حيث يعتزم تنفيذ الإجراء في الولايات المتحدة أو الصين. وفي حين أن محاولة القيام بعملية زرع رأس الإنسان لم تتم بعد، أعرب سيرجيو كانافيرو عن نيته القيام بذلك، بعد أن كرَّس 30 عامًا للبحث في العملية. وقد خطط لإجراء جزئين لعملية الزرع، أسماها HEAVEN اختصارًا لـ (HEad Anastomosis VENture) والتي تعني مفاغرة الرأس، وGEMINI (زرع الحبل الشوكي لاحقًأ).
تطوع مبرمج روسي يُدعى فاليري سبيريدونوف (31 عام) مُصاب بمرض فيردينغ هوفمان (النوع الأول من ضمور العضلات الشوكي) ويعاني من تراجُع الصحة بسرعة لتقديم رأسه للدراسة. وسيتم اختيار المتبرع عن طريق الفحص بناءً على طول، وبنية جسدية، ونمط مناعي متماثلين.

## العملية
سيكون الإجراء الفعلي على النحو التالي: سيعمل فريقان معًا، لعمل شقوق عميقة حول رقبة كل مريض وإظهار الشرايين السباتية والفقرية، والوريد الوداجي والعمود الفقري. وسيتم إجراء ثلاثة شقوق أخرى، لتثبيت العمود الفقري لاحقًا والوصول إلى الشرايين السباتية، والقصبة الهوائية، والمريء. والجزء الأكثر أهمية هو: قطع الحبل الشوكي. باستخدام شفرة النانو الماسيّ ويُقدَّر سعره بـ 200,000 $ ومجهر، سيتم قطع كلا الحبلين الشوكيين في وقت واحد كخطوة أخيرة قبل الانفصال. وبمجرد فصل رأس المستلم، يجب نقله إلى جسم المتبرع إلى الأنابيب التي تربطه بالدورة الدموية للمتبرع. يجب أن يتم الإجراء في غضون ساعة لضمان الحد الأدنى من تلف الدماغ. ثم يتم تعديل الحبال والتحامها في غضون 1_2 دقيقة، يُوضع الغليكول بولي إيثيلين في مجرى الدم على مدى 15-30 دقيقة وتطبق خياطة فضفاضة على جسم إلى رأس المُتلقي لإعادة تدفئة رأس المتلقي على الفور «نظريًا». وسيتم أيضًا مخيط الجافية بطريقة مضادة للماء بالأسلاك والمشابك. يمكن أيضًا ربط القصبة الهوائية، والمريء، والعصب الحائر، والأعصاب الحجابية بطريقة مماثلة لكيفية ربط الحبل الشوكي. وسيتم مخيط الجلد من قبل جراح التجميل للحصول على النتائج القصوى. بمجرد الانتهاء من العملية، سيتم الاحتفاظ بالمتلقي في غيبوبة لمدة 3-4 أسابيع، لمنع أي تمزق عفوي في الغرز خلال فترة الشفاء. كما سيتم إعطاء الدواء لقمع الاستجابة المناعية، على غرار كيف يتم إعطاء أي مريض زرع آخر.

## التقدم الحالي
يجري حاليًا إحراز تقدم في الوقت الذي يواصل فيه معاونو الدكتور كانافيرو البحث. أكمل الدكتور شياو بينغ رن وفريقه من جامعة هاربين الطبية في الصين مؤخرًا زرع رأس قرد باستخدام بحوث كانافيرو. لم يتم توصيل الحبل الشوكي للقرد إذ كان الغرض معرفة ما إذا كانت إمدادات الدم تعمل. نجا القرد من هذا الإجراء دون أي مضاعفات ولكن بقي على قيد الحياة لمدة 20 ساعة فقط لأسباب أخلاقية. كما أنه يختبرون الجثث البشرية لمنع الإصابة. كما نشر يون كيم من كلية الطب في جامعة كونكوك في كوريا الجنوبية دراسة في علم الأعصاب الجراحي الدولي الذي أظهر كيف أعاد الفريق تشكيل تحركات في الفئران التي تم قطع الأحبال النخاعية في عمودها الفقري وإعادة لحمها.

## الرفض المناعي للرأس الجديد
كما في معظم عمليات زراعة الأعضاء كالكلى والقلب وغيرها، يتعامل الجسد مع العضو الجديد على أنه جسم غريب، فيقوم الجهاز المناعي برفض العضو الجديد في عملية تعرف باسم الرفض المناعي (immune rejection). لهذا الغرض طوّر العلماء منذ القرن المنصرم عدد كبير من العقارات الطبية التي يمكنها أن تتعامل مع مشكلة الرفض المناعي والتي تعرف باسم المثبطات المناعية (immunosuppression). التحد في العملية التي سيعكف د.سيرجيو عليها هو أن جرعات المثبطات المناعية التي على المتلقي أن يأخذها ستكون عالية جداً، كما يدعي بعض الجراحون الذين نشروا ورقة علمية تناقش هذه المسألة مؤخراً. لكن د.سيرجيو فنّدَ هذا الادعاء ونفا أنه سيكون يكون هناك رفض مناعي شديد جداً (hyper acute immune rejection) يؤدي إلى موت المتلقي كما يدعي البعض ما ينفي حاجة المتلقي إلى جرعات عالية من المثبطات. وبحسب د.سيرجيو فإن مثبطات مناعية خاصة سوف يتم استخدامها ليتمكن المتلقي من عيش حياة طبيعية.

## عواقب نفسية
يعتقد بعض العلماء النفسيين أن المتلقي سيعاني من بعض الإضرابات النفسية التي قد تؤدي به إلى الانتحار أو الموت. الأسباب الرئيسية وراء هذه المتاعب النفسية، بحسب أخر الأبحاث في هذا الصدد، هي أن المتلقي سيحتاج فترة طويلة نسبياً حتى يتماثل للشفاء الكامل ويكون بمقدوره دخول سوق العمل وعيش حياة طبيعية،  ما قد يؤثر سلباً على صحته النفسية. بالإضافة إلى ذلك فإن المتلقي قد يعاني من مضاعفات نفسية ناجمة عن عدم التوافق بين الرأس والجسد (brain and body dissonance) كفقدان الذاكرة وعدم التركيز. وذلك لأن جسم الأنسان يلعب دوراً جوهرياً في تكوين الشخصية والتفكير عن طريق ما يعرف بمفهوم لإدراك الجسدي (embodied cognition) والذي يعني أن إدراك الإنسان وتفكيره يتأثران كثيراً بقدراته الجسدية، وبالتالي فإن اكتساب جسد جديد قد يؤدي إلى أن نمط الشخصية وطريقة الإدراك المترسخة في الدماغ لن تتلاءم مع القدرات الحسية والحركية للجسد الجديد ما قد يفضي إلى مشاكل نفسية.
كعادته، يبدو أن د.سيرجيو مستعد لكل الاحتمالات حتى النفسية منها. فقد كتب في أحد أبحاثه، رداً على هذه الأطروحات، أن المتلقي سوف يخضع لبرنامج تدريبي مُحَوسب قبل وبعد العملية ما يمكنه من التغلب على التداعيات النفسية المحتملة لزراعة الرأس. البرنامج سيقوم على تعريض المتلقي لواقع افتراضي عن طريق الحاسوب (Immersive Virtual Training Program) يمكنّهُ من التدرب على التعامل مع الجسد الجديد وبالتالي التخلص من مشكلة عدم التوافق بين الجسد والدماغ.

## الرأي العام
كان الرأي العام حول احتمال القيام بعملية زرع الرأس سلبيًا، على الرغم من ادعاءات سيرجيو كانافيرو أنه سوف يكون قادرًا على إجراء عملية زرع رأس ناجحة بحلول عام 2017. لا تتخذ هذه الادعاءات ضد كانافيرو موقفًا أخلاقيًا فقط، وإنما تركز على حالة التكنولوجيا والإطار الزمني الذي يقول كانافيرو أنه سيكون قادرًا على إجراء العملية فيه بنجاح.
وكذلك أصبح روبرت وايت، العالم الذي زرع رأس القرد، هدفًا رئيسيًا للمعارضين.

## عواقب اجتماعية وقانونية
يبدو أن معظم الباحثين في هذا الموضوع متفقين على أن الشخصية الجديدة التي ستنجم عن وصل رأس شخص بجسد شخص أخر ستكون شخصية صاحب الرأس. ولكن الكثير من الأسئلة قد تطرح في هذا السياق حول المسؤوليات الاجتماعية والقانونية للشخص الجديد. ماذا لو كان صاحب الجسد قد ارتكب جرماً سابقاً؟ وماذا لو ارتكب صاحب الراس جرماً باستخدام جسد المتبرع؟ وإذا ما تمكن الشخص الجديد من الإنجاب، إلى من سيُنسبُ الأبناء؟  كيف سيتم إخبار الأبناء أنهم من أب بيولوجي آخر وكيف سيتم التعامل مع الآثار النفسية السلبية لخبر كهذا على الأبناء؟ ماذا عن الميراث؟ هل يرث أبناء الشخص الجديد من أبيهم البيولوجي، وهو صاحب الجسد؟ أم انهم يرثون فقط من صاحب الرأس؟ والكثير من الأسئلة الأخرى.
إلى لحظة كتابة هذا المقال يبدو أن المختصين عاجزين عن الإجابة عن كل هذه الأسئلة إلى درجة أن باحثان من الولايات المتحدة اقترحا في ورقة بحثية وجوب تعقيم خصى الجسد المتبرع به وحرمان الشخص الجديد من الإنجاب لتفادي بعض التبعات القانونية والاجتماعية التي قد تنجم عن زراعة الرأس.

## الإسلام وزراعة الرأس
إلى اللحظة ليست هناك أي فتوى من قبل العلماء المسلمين حول موضوع زراعة الرأس. إلا أن معظم العلماء المسلمين والمجمعات الفقهية وهيئات العلماء الإسلامية أباحوا، متأخرين، التبرع بالأعضاء من أجل الحفاظ على الحياة. بل ويذهب بعض العلماء مثل الدكتور يوسف القرضاوي إلى ان التبرع بالأعضاء أمرٌ مستحب يؤجر فاعله كما يؤجر صاحب الصدقة الجارية. إلا ان إباحة التبرع بالأعضاء وزراعتها يخضع وفقا للعلماء المسلمين لشروط وضوابط التي قد يكون بعضها عائقاً أمام إباحة زراعة رأس-جسد.  أحد أهم هذه الشروط أنه لا يجوز نقل الأعضاء التناسلية من شخص لآخر لما يترتب عليه ذلك من أحكام الزنا وخلط الأنساب.

## تخوفات من استخدامات غير أخلاقية لزراعة الرأس
بالنسبة للأعضاء البشرية كالكلى، هناك من يتاجر بها ويستغل حالة الفقر في بعض الدول كالهند وباكستان لشراء كلى من الفقراء وبيعها بثمن باهظ جداً لمن يملك الثمن من الأغنياء. ومن هذا المنطلق يمكن أن يؤدي نجاح عملية زرع الرأس إلى ظهور سوق للاتجار بالأجساد ربما يفوق الطلب على الأجساد فيه الطلب على الكلى نظراً لأن الكثير من الناس يرغبون بالحصول على أجساد أكثر جمالاً وهم يدفعون اليوم ملايين الدولارات من أجل إجراء عمليات تجميلية بسيطة وينفقون الكثير من الوقت لصقل أجسامهم وجعلها تبدو أكثر جاذبية. هؤلاء الناس المهوسون بالجمال والشباب الدائم قد يجدون في إمكانية تغير جسدهم بالكامل حلاً سحرياً للحصول على ما يحلمون به بتكلفة يمكن أن تكون اقل بكثير من إجراء عشرات عمليات التجميل.
من ناحية أخرى، هنالك تخوف من أن تستخدم عمليات زراعة الرأس كبديل عن عمليات تغيير الجنس (transgender) التي يقوم بها الكثير من الناس. فنجاح عملية زرع رأس-جسد ربما يتحول في المستقبل إلى وسيلة لتبادل الأجساد بين أنثى تريد ان تصبح ذكراً وذكر يريد أن يصبح أنثى، ما يعتبره الكثيرين استخداماً غير اخلاقي للتقدم الطبي.

## الثقافة الشعبية

### الأساطير الهندوسية
- حسب الأساطير الهندوسية، تم استبدال رأس الرب غانيشا مع رأس فيل من قبل والده اللورد شيفا.[28]
- تلقى داكشا براجاباتي، ابن براهما، رأس ماعز بعد قطع رأسه من قبل اللورد شيفا.

كاريكاتير
- آرثر ناغان أو «الرجل الغوريلا»، شخصية كاريكاتيرية زرع رأسه على جسد غوريلا

كتب
- رأس بروفيسور دويل (1925)، وهي رواية خيال علمي كتبها ألكسندر بيلييف

أفلام
- الدماغ الذي لن يموت (1962)، فيلم الخيال العلمي / والرعب
- الشيء ذو الرأسين (1972)، فيلم الخيال العلمي
- شهادة بروفيسور دويل (1985)، فيلم الخيال العلمي

## وصلات خارجية
- Browne، Malcolm W. (5 مايو 1998). "Essay; From Science Fiction to Science: 'The Whole Body Transplant'". The New York Times. مؤرشف من الأصل في 2009-08-16.
- Bennun، David (2000). "Dr Robert White". The Sunday Telegraph Magazine. مؤرشف من الأصل في 2016-04-20.
- Forster، Jennifer (17 يناير 2006). "Dr. Robert J. White to Discuss "Rise and Fall of the Human Brain"". Lakeland Community College. مؤرشف من الأصل في 2016-01-04.
- Jacobson، Lou. "A Mind is a Terrible Thing to Waste". Linguafranca. مؤرشف من الأصل في 2018-10-03.
- LaFee، S (8 مارس 2000). "Module 3:Brain's Building Blocks" (PDF). The San Diego Union-Tribune. مؤرشف من الأصل (– Scholar search) في 2006-08-28. {{استشهاد بخبر}}: روابط خارجية في |صيغة= (مساعدة), "Would You Want a Head Transplant?" Page 64
- Motluk، A (9 أكتوبر 1999). "head+transplant"&uid=791790412&setcookie=yes "Body politics". New Scientist. ج. 164 ع. 2207: 48–51. مؤرشف من الأصل في 2013-07-01. Interview with White
- Renner، James (7 مارس 2007). "White's Anatomy". Free Times. مؤرشف من الأصل في 2008-09-08.
- White، Robert J. "Head Transplants". Scientific American. مؤرشف من الأصل في 2020-03-25.
- "Brain Transplants". BBC Radio. مؤرشف من الأصل في 2019-05-24.
- U.S. patent 4,666,425 Device for perfusing an animal head نسخة محفوظة 17 فبراير 2007 على موقع واي باك مشين.
- "The First Head Transplant". Stranger than Fiction. مؤرشف من الأصل في 2016-03-03. اطلع عليه بتاريخ 2007-10-05.
- Copeland, Paul (Producer) (2006). Stranger than Fiction:The First Head Transplant. UK: ITN Factual. مؤرشف من الأصل في 2012-10-10.
- حلقة عملية زراعة الرأس من برنامج الاسبتالية